# نهائي كأس البرتغال 2008
نهائي كأس البرتغال 2008 هي المباراة النهائية من منافسة كأس البرتغال 2007–08، أقيمت المباراة في 2008، في ملعب ناكيونال، بين فريقي سبورتينغ لشبونة، ونادي بورتو، وفاز فيها سبورتينغ لشبونة، بعد أن هزم نادي بورتو، بنتيجة 2 - 0، وكان حكم المباراة أوليغاريو بنكويرينسا.

## تفاصيل المباراة
لعبت المباراة النهائية في 2008.
| سبورتينغ لشبونة | 2 -0 | نادي بورتو |
| --------------- | ---- | ---------- |
|                 |      |            |